# 杜受田
杜受田（1788年—1852年），字芝农，山东滨州旧城人（今山東省濱州市濱城區），清朝重臣。咸丰帝帝师。

## 生平
道光三年（1823年），杜受田中会试第一，殿试二甲第一（傳臚），选庶吉士，散馆授编修，后为山西学政。道光十五年（1835年），进京直上书房，授皇子读书。道光十八年，升左都御史、工部尚书，充上书房总师傅、实录馆总裁。咸丰帝登基后，加太子太傅兼吏部尚书，调刑部尚书，礼部尚书、协办大学士。太平军起义，杜受田推荐林则徐、周天爵等有能力的大臣。咸丰二年（1852年），山东、江淮地区受灾，亲赴灾区视察，途中染病，是年七月初九，卒于淮安清江浦，时年六十四岁。咸丰帝十分悲痛，予諡文正。
一说杜受田栽培皇四子奕詝，有成就帝业之心，但道光帝有意立皇六子奕訢為太子。杜受田用計使得道光以“皇四子仁孝”為由立奕詝为太子。

## 家族
其父杜堮为嘉庆时翰林院编修，礼部左侍郎。子杜翰是咸丰帝临终前任命的顾命八大臣之一。

## 外部連結
- 杜受田 （页面存档备份，存于） 中研院史語所
- 濱州杜受田故居的新浪微博